# 嶽麓書院

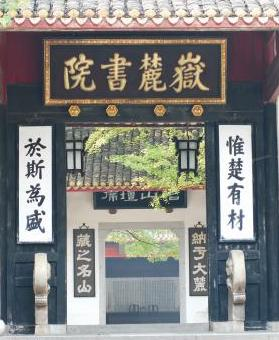
嶽麓書院

嶽麓書院（がくろくしょいん）は、中国の書院。中国四大書院に数えられ、湖南高等学堂を経て、湖南大学の前身校となった。建物は現在も湖南大学が管理している。岳麓山風景区の観光地。

## 歴史
北宋の開宝九年（976年）、潭州知州の朱洞が設立。咸平二年（999年）、潭州知州の李允則は書院を拡建した。咸平四年（1001年）、真宗から『史記』『玉篇』『唐韻』の儒家典籍と「嶽麓書院」の額を賜った。王禹偁の『潭州嶽麓山書院記』に云く：「使里人有必葺之志、学者無将落之憂。誰謂瀟湘？茲為洙泗。誰謂荊蠻？茲為鄒魯」。大中祥符五年（1012年）、初代目の山長（学長）に周式が就任。
南宋の乾道元年（1165年）、湖南安撫使の劉珙は書院を修復する。張栻が書院教事に就任する。乾道三年（1167年）、儒学者の朱熹はここに講義。紹熙五年（1194年）、湖南安撫使の朱熹は書院を重修した。淳祐六年（1246年）、理宗から「嶽麓書院」の額を賜った。嘉定十五年（1222年）、湖南安撫使の真徳秀は書院を修復する。儒学者の張忠恕（張栻の伯父の張潮の子の張枃の子）と張庶（張栻の従伯父の張湃の孫）はここに講義。徳祐元年（1275年）、元の右丞相のエリク・カヤ（阿里海牙）は兵士を潭州に攻撃する、書院の生徒は戦いに参加し、壮烈に犠牲になった。
元の延祐元年（1314年）は書院を重修した。至正二十八年（1368年）、紅巾軍の火難で、嶽麓書院は全焼した。
明の弘治七年（1494年）、長沙府通判の陳鋼は書院を再建した、翌年完工。弘治九年（1496年）、楊茂元と王瑫は書院を修復した。正徳二年（1507年）、守道の呉世忠は書院を拡建する。同年、儒学者の王陽明はここに講義。嘉靖五年（1526年）、六君子堂（六君子：朱洞・李允則・劉珙・周式・陳鋼・楊茂元）は学道許宗魯と知府楊表によって建立された。嘉靖六年（1527年）、長沙知府の王秉良は書院を重修した。延賓館・集賢館・尊経閣・崇道祠を増築した。嘉靖九年（1530年）、嘉靖帝から、「敬一」の箴を賜った。嘉靖十八年（1539年）、長沙知府の季本（王陽明の弟子）は書院を修葺する。万暦十年（1571年）、王陽明の弟子の張元忭はここに講義。
清の康熙二十五年（1686年）、巡撫丁思孔は書院を再建した。郭金門が山長に就任する。康熙二十六年（1687年）、康熙帝から「学達性天」の額を賜った。乾隆八年（1743年）、乾隆帝から「道南正脈」の額を賜った。同治七年（1868年）に大規模な再建によって、現在の基礎が築かれた。嘉慶十七年（1812年）、濂渓祠が修築されている。光緒二十九年（1903年）、清政府の廃止により嶽麓書院の名称が湖南高等学堂と改称。
民国元年（1912年）、「湖南大学」と改称。
1988年、中華人民共和国全国重点文物保護単位に指定された。

## 地理
嶽麓書院の土地面積は21,000平方メートル。

## 建築

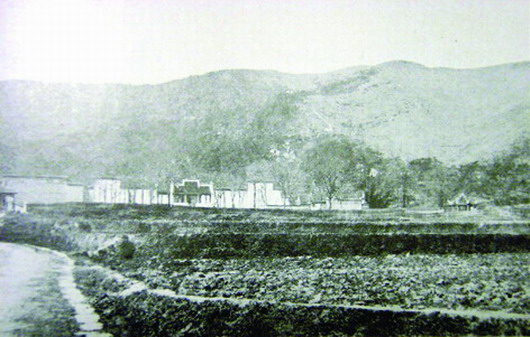
清末民初時期の嶽麓書院

- 大門
- 二門
- 講堂
- 半学斎
- 教学斎
- 百泉斎
- 御書楼
- 湘水校経堂
- 文廟

|  |  |  |
|  |  |  |
|  |  |  |